# マッスルちゃんぴよん 〜筋肉島の決戦〜
『マッスルちゃんぴよん 〜筋肉島の決戦〜』（マッスルちゃんぴよん きんにくじまのけっせん）は、2002年11月21日にコナミより発売されたニンテンドー ゲームキューブ用コンピュータゲーム。

## 概要
TBSテレビのスポーツ番組『筋肉番付』及び『スポーツマンNo.1決定戦』の登場競技をデフォルメしたパーティーゲームを20種類と、SASUKEを独自の順番に再構成したアスレチックコース「SASUKEアイランド」を収録している。本作品では、「ひとりで」モードと「みんなで」モードがあり、「ひとりで」モードでは、コロシアムとSASUKEアイランドでゲーム内通貨である「G」を稼ぐことができる。プレイヤーキャラクター（選手）はケイン・コスギなどの芸能人と、池谷直樹や三都主アレサンドロなどのスポーツ選手が用意されている。また、エディットジムでは自分だけのキャラクターを作成する事が可能である。

## ゲームモード
主な舞台は「筋肉島」で、そこから少し離れた所に「SASUKEアイランド」がある。

### 「ひとりで」「みんなで」共通
4人に満たない場合はCOMが入る。
マッスルちゃんぴよん
コロシアムで行う。4人で対戦し、4色の勾玉を全て集めたプレイヤーが優勝となるモード。
まずは、リングに散りばめられた競技をイメージしたオブジェを、早い者勝ちで中央の台座に乗せ合う。最初に台座に乗ったオブジェの競技で対戦し、1位は勾玉＋1個、2位は勾玉＋0.5個、3位は変動無し、4位は勾玉－0.5個。獲得できる勾玉の色は競技ごとに固定されており、オブジェの下部を見れば判別できるようになっている。「ひとりで」では賞金あり。
カップ
コロシアムで行う。カップごとのテーマに沿った数個の競技を決められた順番通りにプレイし、その合計ポイントを競う。
最初は「ターゲットカップ」、「バラエティカップ」、「スピードカップ」の3つしかプレイ出来ないが、カップを優勝するごとに新しいカップが解禁、最終的には10種類まで増える。「ひとりで」では賞金あり。
エキシビジョン
コロシアムで行う。20競技の中から1競技を選んで自由にプレイ出来るモード。賞金は出ない。

### 「ひとりで」専用
マッスルランキング
コロシアムで行う。1人用競技の自己記録を作るモード。記録に応じてS・A・B・C・Dの5段階に評価される。賞金は出ない。
エディットジム
自分だけのキャラクター「エディットキャラ」を作成できる。名前を付けて、性別、職業、顔のパーツ、ゼッケン番号などを決め、コスチュームを着せる。次に能力テストとして行う10個の競技の成績によってパラメータを決定する。選手登録すれば使用可能となる。なお、エディットキャラは実況には名前ではなく「プレイヤー1、2、3、4」と呼ばれる。
マッスルショップ
エディットキャラ用のコスチューム（服、靴、リストバンド、グローブ）を大会で稼いだ所持金で購入することが出来る。
SASUKE練習場
「やまださん」が管理している練習場。所持金を支払ってエリアを増設してもらい、SASUKEアイランドに向けて練習する。なお、全エリアを作った後は練習するとSASUKEアイランドから出場チケットが届くシステムとなっている。
みなと
SASUKEの出場チケットを所持していれば、SASUKEアイランドへ行く船に乗ることができる。
SASUKEアイランド
SASUKEのコースがある島。エリアは9つで、ファイナルステージ以外はタイムトライアル形式である。
完全制覇するたびに賞金3万G。また、初めて完全制覇したときには、今後SASUKE練習場を通さなくてもSASUKEアイランドが何度でもプレイできる「スペシャル出場チケット」が貰える。
マイホーム
「エディットキャラ着替え」では、エディットキャラのコスチュームの変更ができる。「選手名鑑」では、キャラクターのプロフィールが閲覧できる。
記録館
これまでに獲得した各種トロフィー・カップやマッスルランキングの最高記録、ゲーム全体の達成率などを見ることができる。

### 「みんなで」専用
対戦!!SASUKE
コロシアムで行う。SASUKEを2人同時にプレイする。

## 用意されている選手
20人。括弧内はモデルとなった実在の人物。☆印はある条件を満たすと使用できるようになるキャラクター。
- ケインくん（ケイン・コスギ）
- なおきくん（池谷直樹）
- マサトくん（魔裟斗）
- きんに君（なかやまきんに君）
- アレックスくん（三都主アレサンドロ）
- もりしまくん（森島寛晃）
- ヒバリさん（妃羽理）
- あすかちゃん（清水あすか）
- かねこくん（金子昇）
- ながいくん（永井大）
- かくだくん（角田信朗） ☆
- ふるたちくん（古舘伊知郎）☆
- やまださん（山田勝己） ☆
- ニセケインくん ☆
- コンゴウくん
- イダテンくん
- ビシャモンくん
- フドウくん
- アミダちゃん
- エンマくん

## 競技
当作品では競技は20種類収録されているが、最初から遊べるのは12種類である。
以下はマッスルグランプリカップで挑戦する順に記載する。★印はカップを進めるとプレイ可能となる競技。△印は1人用仕様が存在せずマッスルランキングとエディットジムではプレイできない競技。
テイルインポッシブル
トラックを4周する持久走を3レース行う。各レースの最下位選手が脱落していき、最終の3レース目で1位となった選手の勝ち。
1人用では1レースのみ行いタイムを計測する。
ショットマンキャッチ △
2対2のチーム戦。各チーム1人が人間大砲で飛ぶフライング役、もう1人が飛んだパートナーを捕まえるキャッチ役となり、キャッチに成功すれば飛んだ距離が記録となる。
3回の試技を行い、記録が高いチームが勝利となる。
元ネタは「ショットガンキャッチ」。
ボディクロック
体内時計で時間を正確に測る競技。失敗すると水槽へ落とされる。
4人用では各ステージ最下位が脱落していき1人が残る3ステージ制。1人用では最大5ステージ制。
対決!スプレーヒッター ★
2対2のチーム戦。野球のトスバッティングによって的を打ち抜き、ポイントを競う。制限時間は2分。
激流!マッスル法師
昔話『一寸法師』のようにお椀に乗って川を下り、ゴールまでのタイムを競う。
四色筋肉
2対2のチーム戦。懸垂、腹筋、背筋、腕立て伏せの4種目を交代で行う競技。4種目の合計回数を競う。制限時間は2分で、交代のタイミングは任意。
1人用では4種目を全て1人で行う。
元ネタは「三色筋肉」。
スーパースカイダイブ ★
上空約7000mの飛行機からダイブし、空中に浮かんでいる的を取り、ポイントを競う。最後はプールに着水する。
元ネタは「スーパーダイブ'97」。
モンスターハードル
コース上にロイター板と障害物（跳び箱、パンダ、サボテン、ロケットなど）が配置されており、ハードル走の要領で障害物を次々と跳び越えていく。跳び越えられなければその場で脱落する。ゴールするか、最後まで残ったプレイヤーが勝利となる。
元ネタは「モンスターボックス」。
バトル・ガロンスロー ★
2対2のチーム戦。それぞれのコートにあるタルを相手のコートに投げ込む。タイムアップ時点でコート内のタルの数が少ないチームが勝利となる。制限時間は1分。
1人用では全てのタルを反対側のコートに投げ込むまでのタイムを計測する。
元ネタは「ザ・ガロンスロー」。
魚釣り九兵衛デラックス
4人で魚釣りを行い、どれだけ多くの種類の魚を釣れるかを競う。途中に登場するサメに接触すると、魚を1匹失う。先に9種類を完全制覇するか、タイムアップ時点で釣った魚の種類が一番多かったプレイヤーが勝利となる。制限時間は3分。
1人用ではポイント制であり、9種類を全て釣っても時間いっぱいまで続ける。
元ネタは「魚釣り九兵衛」。
バック転50m走
バック転で50m走り、タイムを競う。
マッスルリフティング ★
サッカーボールを1〜10回（11回）リフティングし、他プレイヤーにパスする。リフティングに失敗もしくはパスを受け損なうと即失格となる。最後まで残ったプレイヤー1人が勝利となるが、タイムアップ時に2人以上残っていればリフティングをした回数の多さで決定する。制限時間は1分30秒。
1人用では制限時間がなく、最大100回まで連続でリフティングする。
ハッスルハスラー ★△
巨大なビリヤード台でキュープレイヤー1人とボールプレイヤー3人に分かれて行う競技である。3回のショットのうちにボールプレイヤーが入っているボールを1個でも落とせればキュープレイヤーが勝利、落とせなければ、キュープレイヤーが敗北となる。
元ネタは「ハスラー」。
コーナーキックターゲット
3×3に区切られたサッカーゴールへとコーナーキックをし、ポイントを競う競技である。制限時間は1分30秒。
元ネタは「キックターゲット」シリーズ。
ふらふらフラッグス △
海岸の砂浜に設置された回転装置から出てきて、目の回った状態でビーチフラッグスを行う。旗を取ったプレイヤーが勝利となる。
元ネタは「ビーチフラッグス」。
対戦!DARUMA
2対2のチーム戦。だるま落としをする競技である。先に7段を打ち抜き完全制覇するか、打ち抜いた段の数が多いチームが勝利となる。
バルーンシューター
ゴルフのティーショットで3×3に配置された風船を打ち抜き、ポイントを競う競技である。
1人用では打ち抜いたバルーンの個数が記録となる。
ブレイン大パニック ★
出題されるボタン配置を数秒間のうちに暗記し、解答開始の合図のあと素早く入力する。解答に要した時間に応じてゴンドラが上下する。最も早く3mに到達するか、終了時にいる位置が一番高いプレイヤーが勝利となる。
1人用では最大10mまで上昇する。
元ネタは「ブレインパニック」。
ハイパワーフォース ★△
2対2のチーム戦。綱で体をつながれた状態で反対方向に向かって引き合う。自陣の端にあるボタンを押したチームが勝利となる。
元ネタは「パワーフォース」。
ストラックアウトパニック
5×5に区切られた的に向かってピッチングし、ポイントを競う競技である。ビンゴを達成するとボーナスポイントが入る。制限時間は2分。
元ネタは「ストラックアウト」シリーズ。

### SASUKEアイランド
1. 6段ジャンプ
2. スパイダーウォーク
3. 反り立つカベ
4. クリフハンガー
5. ハンマーゾーン
6. パイプスライダー
7. ジャンプハング
8. ウォールリフティング
9. ファイナルステージ（スパイダークライム→綱のぼり）